# Örökzöld puszpáng
Az örökzöld puszpáng (Buxus sempervirens) a puszpángvirágúak (Buxales) rendjébe és a puszpángfélék (Buxaceae) családjába tartozó faj. Kertészeti és faipari hasznossága miatt elterjedt örökzöld cserje.

## Származása, elterjedése
Délnyugat-Ázsiától, Észak-Afrikán át Dél-Európáig honos. Európa más részein is előfordul olyan helyeken, ahol a termesztett növények kivadultak.

## Megjelenése, felépítése
Az alapfaj nyírás nélkül 2-3, legfeljebb 6–8 méter magasra növő, tömött bokor vagy kis fa. Örökzöld.
Fényes bőrnemű, átellenesen álló, 1–3 cm hosszú, elliptikus vagy hosszúkás tojás alakú levelei felül fényes sötétzöldek, alul világos sárgászöldek, a szélük visszahajlik.
Kis, sárga virágai illatosak.

## Életmódja, termőhelye
A legjobban nedves talajon, félárnyékban fejlődik, de a száraz környezetet és a városi levegőt is jól tűri. Magyarországon télálló.

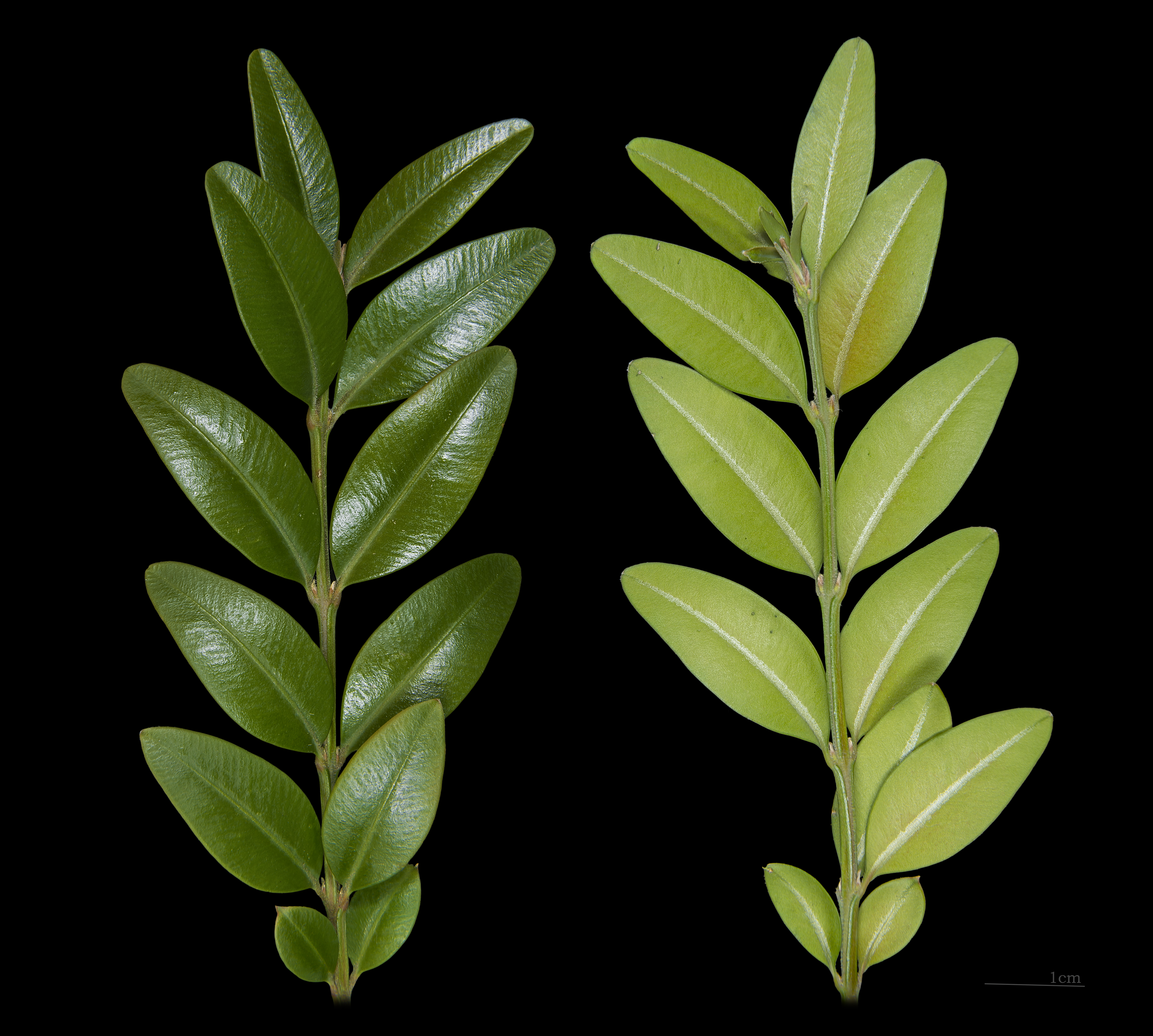
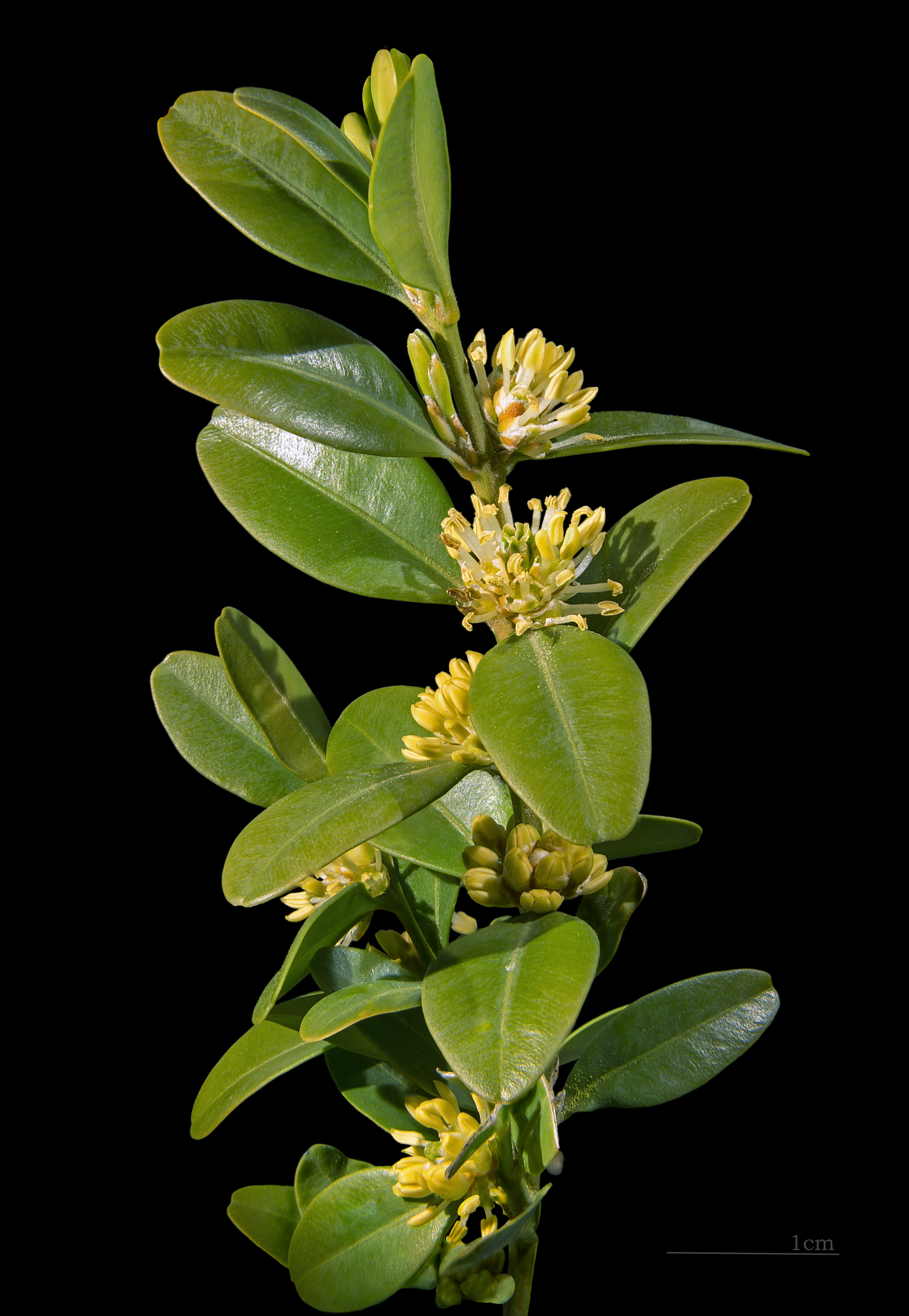

Virágai április–májusban nyílnak.

## Felhasználása

### Faipari jelentősége

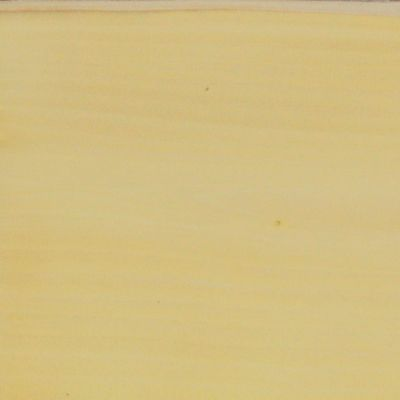
A puszpáng homogén faanyaga

Az európai faanyagok közül a puszpáng a legnagyobb sűrűségű (0,97 g/cm³) és legkeményebb. Finom, homogén szerkezete miatt ősidők óta nagy becsben tartják. Felhasználhatóságát kis méretei határolják be, mivel nem nevel vastag vagy hosszú törzset. Ezenkívül nagyon lassan szárad, erősen zsugorodik,és az időjárás (főleg a nedvesség) mellett a gombák is károsítják.

### Kertészeti jelentősége

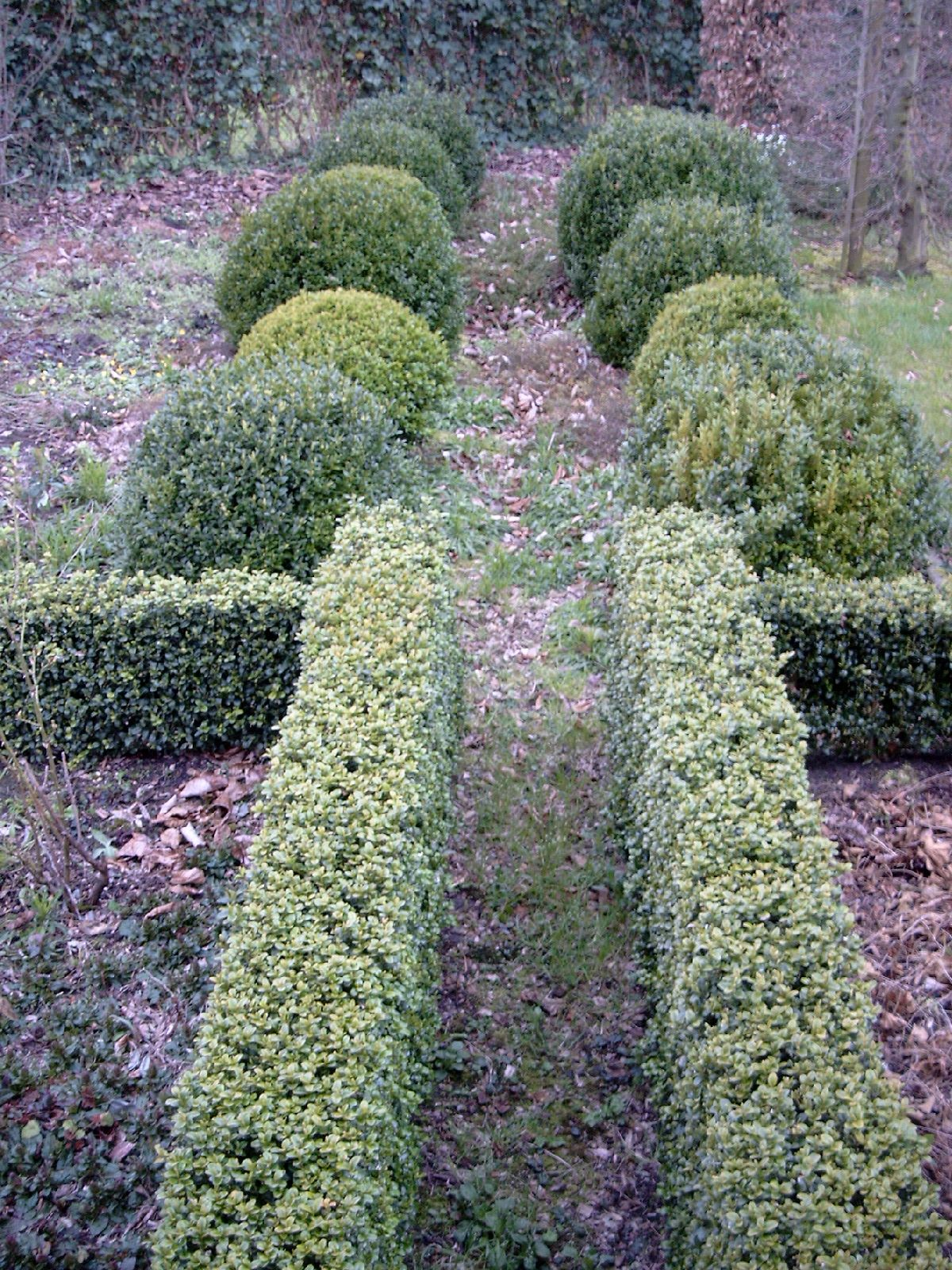
Puszpángból kialakított sövény és bokrok

A kertészek számos jó tulajdonsága miatt kedvelik:
- örökzöld és télálló,
- rendkívül jól tűri a metszést, alakítást,
- bokra tömör,
- nem túl igényes.

Bár igen lassan nő, leginkább sövénynek nyírják. Más módokon is használható, így például franciakertekben gyakran nyírnak belőle különböző figurákat.
Hajtásait a virágkötészetben használják.

## Magyarországon előforduló károsítói

### Kártevők
- puszpáng-tűzmoly, vagy selyemfényű puszpángmoly (Cydalima perspectialis)
- puszpáng-gubacsszúnyog (Monarthropalpus flavus)
- puszpáng-levélbolha (Psylla buxi)
- puszpáng-gubacsatka (Eriophyes buxi)

### Betegségek
- puszpángelhalás (Cylindrocladium buxicola)

## Fajták, változatok
Számos fajtája, változata ismert. A leggyakoribbak:
- Buxus sempervirens 'Angustifolia'

Tömött bokrú cserje, nagy lándzsás levelei gyakran egy síkban állnak.
- Buxus sempervirens var. arborescens

Az alapfajnál nagyobbra nő, többnyire nagy bokor vagy kis fa. Magas sövényt lehet belőle nevelni.
- Buxus sempervirens 'Argenteovariegata'

Fehértarka levelű változata az alapfajnak, de az alapfajnál kisebb termetű bokor.
- Buxus sempervirens 'Aureovariegata'

Az alapfaj sárgatarka levelű kis bokor változata. Árnyékos vagy félárnyékos helyen igazán szépek a levelei.
- Buxus sempervirens 'Suffruticosa'

Lassan növő sűrűn ágas, alig 1 méteres cserje. Levelei világosak és aprók, alig 1–2 cm-esek. A napon is megél, csak öntözésére kényes. Alacsony sövények létesítésére alkalmas, általában szegélysövénynek vagy talajtakarónak ültetik.